# Rhachidelus brazili
Rhachidelus brazili är en ormart som beskrevs av Boulenger 1908. Rhachidelus brazili är ensam i släktet Rhachidelus som ingår i familjen snokar. Arten tillhör underfamiljen Dipsadinae som ibland listas som familj.
Inga underarter finns listade i Catalogue of Life.
Arten är med en längd omkring 100 cm eller lite större en medelstor och robust orm. Den förekommer i centrala och östra Brasilien samt fram till östra Bolivia, östra Paraguay och norra Argentina. Rhachidelus brazili lever i skogar och i savannlandskapet Cerradon. Den äter främst fågelägg som den hittar på marken. Honor lägger själv ägg.
Intensivt skogsbruk och skogarnas omvandling till jordbruksmark och samhällen hotar beståndet. Rhachidelus brazili har antagligen ingen förmåga att anpassa sig till förändrade landskap. Uppskattningsvis finns fortfarande många lämpliga ställen kvar för ormen i det stora utbredningsområdet. IUCN kategoriserar arten globalt som livskraftig.